# 宮炳炎
宮炳炎（1872年—？），字文光，号萝山、润生，山東省寧海州（今煙台市牟平區）人，清末政治人物，同進士出身。
光緒三十年（1904年），宮炳炎在甲辰恩科會試中中式第169名；殿試登三甲第56名，分發以知縣用。曾任陕西石泉县知县。善书法。